# Wait for Me (album des Pigeon Detectives)
Pour les articles homonymes, voir Wait for Me.
Albums de The Pigeon Detectives
Emergency
(2008)
Wait for Me est le premier album du groupe anglais de rock indépendant The Pigeon Detectives, publié le 28 mai 2007, par Dance To The Radio au Royaume-Uni et V2 Records pour l'Europe et le Japon.

## Liste des chansons
Toute la musique est composée par Oliver Main et Matt Bowman.
| No  | Titre                         | Durée |
| --- | ----------------------------- | ----- |
| 1.  | Romantic Type                 | 2:37  |
| 2.  | I Found Out                   | 2:07  |
| 3.  | Don't Know How to Say Goodbye | 1:56  |
| 4.  | Caught in Your Trap           | 3:03  |
| 5.  | I Can't Control Myself        | 2:46  |
| 6.  | I'm Not Sorry                 | 3:42  |
| 7.  | You Know I Love You           | 3:03  |
| 8.  | Stop or Go                    | 3:12  |
| 9.  | You Better Not Look My Way    | 4:26  |
| 10. | Take Her Back                 | 3:17  |
| 11. | Wait for Me                   | 2:12  |
| 12. | I'm Always Right              | 3:01  |